# Широчанка
Широча́нка — посёлок в Ейском районе Краснодарского края Российской Федерации. Входит в Ейское городское поселение.
Население — 5979 чел. (2021).

## География
Посёлок Широчанка расположен в ближней пригородной зоне г. Ейска, примерно 800 метров на юго-восток от городской застройки до границы посёлка (автодорожного указателя). Через Широчанку проходит автомобильная трасса краевого значения 03К-001 Краснодар-Ейск, а также железнодорожная ветка Староминская-Ейск. До побережья Ейского лимана Азовского моря примерно 60 метров (от ул. Набережная). Между городом и посёлком находятся 7 садово-огороднических некоммерческих товариществ (СНТ), с восточной стороны вплотную к посёлку расположены ещё 9 СНТ.
Территориально посёлок Широчанка разделён рельефом местности на две неравные части, которые именуются как Широчанка-1 и Широчанка-2.

## Инфраструктура
Администрация поселения, средняя школа №15, детский сад №26, почтовое отделение, амбулатория, дом культуры.

## Транспорт
От города Ейска в Широчанку можно добраться двумя городскими автобусами. Первый под N 4 проходит через Широчанку-2. Второй под N 11 проходит через Широчанку-1. В посёлок также можно доехать проходящими загородными автобусами. Железнодорожный транспорт — посадочная площадка «134 км».

## История
Образован в 1851 году как казачий посёлок (хутор) близ портового города Ейска. Название происходит от балки Широкой, на которой и был основан посёлок.
В 1906 году на средства прихожан и мещанина города Ейска Александра Григорьевича Козлова в Широчанке построили каменную Георгиевскую церковь.
В 1908 году в поселке насчитывалось 133 двора, 2276 десятин общественной земли. Население увеличилось до 1521 человека.
В 1953 году в селе Широчанка было 454 двора, в которых проживало 1809 человек. Из них: колхозников - 1515, рабочих и служащих - 294 человека.

## Население
| 2002 | 2010  | 2021  |
| ---- | ----- | ----- |
| 5778 | ↗6025 | ↘5979 |